# Onetorides (Bildhauer)
Onetorides (altgriechisch Ὀνητορίδης) war ein griechischer Bildhauer, der im 4. Jahrhundert v. Chr. in Marathon tätig war.
Er ist nur durch seine Signatur auf einer Statuenbasis aus Marathon bekannt, die von einem Theogenes, dem Sohn des Gyles von Probalinthos, geweiht wurde.